# Текоман (Текоман, Колима)
Текоман (шп. Tecomán) насеље је у Мексику у савезној држави Колима у општини Текоман. Насеље се налази на надморској висини од 25 м.

## Становништво
Према подацима из 2010. године у насељу је живело 85689 становника.

### Хронологија
| Година       | 2000                  | 2005                  | 2010                  |
| ------------ | --------------------- | --------------------- | --------------------- |
| Становништво | 74106 (36697 / 37409) | 76166 (37757 / 38409) | 85689 (42909 / 42780) |

### Попис
| \| \| м \| \| \| ж \| \| 0—2 \| 2.656 \| \| \| 2.614 \| \| 3—5 \| 2.650 \| \| \| 2.572 \| \| 6—11 \| 5.215 \| \| \| 4.776 \| \| 12—14 \| 2.600 \| \| \| 2.502 \| \| 15—17 \| 2.546 \| \| \| 2.578 \| \| 18—24 \| 5.862 \| \| \| 5.858 \| \| 60+ \| 3.434 \| \| \| 3.547 \| \| Просек : \| 28,3 \| \| \| 28,8 \| |       |  |  |       |
| |       |  |  |       |
| | м     |  |  | ж     |
| 0—2 | 2.656 |  |  | 2.614 |
| 3—5 | 2.650 |  |  | 2.572 |
| 6—11 | 5.215 |  |  | 4.776 |
| 12—14 | 2.600 |  |  | 2.502 |
| 15—17 | 2.546 |  |  | 2.578 |
| 18—24 | 5.862 |  |  | 5.858 |
| 60+ | 3.434 |  |  | 3.547 |
| Просек : | 28,3  |  |  | 28,8  |

| #   | Индикатор                                                                                        | Вредност |
| --- | ------------------------------------------------------------------------------------------------ | -------- |
| 1   | Становништво од 0 до 2 године                                                                    | 5270     |
| 2   | Мушко становништво од 0 до 2 године                                                              | 2656     |
| 3   | Женско становништво од 0 до 2 године                                                             | 2614     |
| 4   | Становништво са 3 и више година                                                                  | 80240    |
| 5   | Мушко становништво са 3 и више година                                                            | 40159    |
| 6   | Женско становништво са 3 и више година                                                           | 40081    |
| 7   | Становништво са 5 и више година                                                                  | 76753    |
| 8   | Мушко становништво са 5 и више година                                                            | 38385    |
| 9   | Женско становништво са 5 и више година                                                           | 38368    |
| 10  | Становништво са 12 и више година                                                                 | 65027    |
| 11  | Мушко становништво са 12 и више година                                                           | 32294    |
| 12  | Женско становништво са 12 и више година                                                          | 32733    |
| 13  | Становништво са 15 и више година                                                                 | 59925    |
| 14  | Мушко становништво са 15 и више година                                                           | 29694    |
| 15  | Женско становништво са 15 и више година                                                          | 30231    |
| 16  | Становништво са 18 и више година                                                                 | 54801    |
| 17  | Мушко становништво са 18 и више година                                                           | 27148    |
| 18  | Женско становништво са 18 и више година                                                          | 27653    |
| 19  | Становништво од 3 до 5 година                                                                    | 5222     |
| 20  | Мушко становништво од 3 до 5 година                                                              | 2650     |
| 21  | Женско становништво од 3 до 5 година                                                             | 2572     |
| 22  | Становништво од 6 до 11 година                                                                   | 9991     |
| 23  | Мушко становништво од 6 до 11 година                                                             | 5215     |
| 24  | Женско становништво од 6 до 11 година                                                            | 4776     |
| 25  | Становништво од 8 до 14 година                                                                   | 11796    |
| 26  | Мушко становништво од 8 до 14 година                                                             | 6113     |
| 27  | Женско становништво од 8 до 14 година                                                            | 5683     |
| 28  | Становништво од 12 до 14 година                                                                  | 5102     |
| 29  | Мушко становништво од 12 до 14 година                                                            | 2600     |
| 30  | Женско становништво од 12 до 14 година                                                           | 2502     |
| 31  | Становништво од 15 до 17 година                                                                  | 5124     |
| 32  | Мушко становништво од 15 до 17 година                                                            | 2546     |
| 33  | Женско становништво од 15 до 17 година                                                           | 2578     |
| 34  | Становништво од 18 до 24 године                                                                  | 11720    |
| 35  | Мушко становништво од 18 до 24 године                                                            | 5862     |
| 36  | Женско становништво од 18 до 24 године                                                           | 5858     |
| 37  | Женско становништво од 15 до 49 година                                                           | 23416    |
| 38  | Становништво са 60 и више година                                                                 | 6981     |
| 39  | Мушко становништво са 60 и више година                                                           | 3434     |
| 40  | Женско становништво са 60 и више година                                                          | 3547     |
| 41  | Однос између мушкараца и жена                                                                    | 100.3    |
| 42  | Становништво од нуле до 14 година                                                                | 25585    |
| 43  | Становништво од 15 до 64 године                                                                  | 55133    |
| 44  | Становништво од 65 година и више                                                                 | 4792     |
| 45  | Просечан број деце                                                                               | 2.46     |
| 46  | Становништво рођено у ентитету                                                                   | 62335    |
| 47  | Мушко становништво рођено у ентитету                                                             | 31138    |
| 48  | Женско становништво рођено у ентитету                                                            | 31197    |
| 49  | Становништво рођено у другом ентитету                                                            | 22008    |
| 50  | Мушко становништво рођено у другом ентитету                                                      | 11060    |
| 51  | Женско становништво рођено у другом ентитету                                                     | 10948    |
| 52  | Становништво од 5 година и више резидентно у ентитету у јуну 2005. године                        | 71266    |
| 53  | Мушко становништво старосног доба од 5 година и више, резидентно у ентитету у јуну 2005. године  | 35317    |
| 54  | Женско становништво старосног доба од 5 и више година, резидентно у ентитету у јуну 2005. године | 35949    |
| 55  | Становништво од 5 година и више које је живело у другом ентитету у јуну 2005. године             | 3540     |
| 56  | Мушко становништво старије од 5 година које је живело у другом ентитету у јуну 2005. године      | 1870     |
| 57  | Женско становништво старије од 5 година које је живело у другом ентитету у јуну 2005. године     | 1670     |
| 58  | Становништво од 3 године и више које говори аутохтони језик                                      | 1017     |
| 59  | Мушко становништво старо 3 године и више које говори аутохтони језик                             | 563      |
| 60  | Женско становништво старо 3 године и више које говори аутохтони језик                            | 454      |
| 61  | Становништво од 3 године и више које говори аутохтони језик и не говори шпански језик            | 34       |
| 62  | Мушко становништво старо 3 године и више које говори аутохтони језик и не говори шпански         | 15       |
| 63  | Женско становништво старо 3 године и више које говори аутохтони језик и не говори шпански језик  | 19       |
| 64  | Становништво старо 3 године и више које говори аутохтони језик и шпански                         | 827      |
| 65  | Мушко становништво старо 3 године и више које говори аутохтони језик и шпански                   | 461      |
| 66  | Женско становништво старо 3 године и више које говори аутохтони језик и шпански                  | 366      |
| 67  | Становништво од 5 година и више које говори аутохтони језик                                      | 977      |
| 68  | Становништво од 5 година и више које говори аутохтони језик и не говори шпански језик            | 24       |
| 69  | Становништво од 5 година и више које говори аутохтони језик и говори шпански језик               | 807      |
| 70  | Становништво у домородачким домаћинствима                                                        | 1947     |
| 71  | Становништво са ограничењима у активностима                                                      | 3532     |
| 72  | Становништво са ограниченим ходањем или кретањем, горе или доле                                  | 1961     |
| 73  | Становници са ограничењима вида, чак и уз кориштење сочива                                       | 889      |
| 74  | Становништво са ограничењима говора, комуникације или конверзације                               | 387      |
| 75  | Становништво са ограниченим слухом                                                               | 356      |
| 76  | Становништво са ограничењима при одевању, купању или јелу                                        | 211      |
| 77  | Становништво са ограничењима у опажању или учењу једноставних ствари                             | 198      |
| 78  | Становништво са менталним ограничењима                                                           | 359      |
| 79  | Становништво без ограничења активности                                                           | 81544    |
| 80  | Становништво од 3 до 5 година које не похађа школу                                               | 2513     |
| 81  | Мушко становништво од 3 до 5 година које не похађа школу                                         | 1286     |
| 82  | Женско становништво од 3 до 5 година које не похађа школу                                        | 1227     |
| 83  | Становништво од 6 до 11 година које не похађа школу                                              | 638      |
| 84  | Мушко становништво од 6 до 11 година које не похађа школу                                        | 357      |
| 85  | Женско становништво од 6 до 11 година које не похађа школу                                       | 281      |
| 86  | Становништво од 12 до 14 година које не похађа школу                                             | 704      |
| 87  | Мушко становништво од 12 до 14 година које не похађа школу                                       | 418      |
| 88  | Женско становништво од 12 до 14 година које не похађа школу                                      | 286      |
| 89  | Становништво од 15 до 17 година похађа школу                                                     | 3020     |
| 90  | Мушко становништво од 15 до 17 година похађа школу                                               | 1474     |
| 91  | Женско становништво између 15 и 17 година живота у школи                                         | 1546     |
| 92  | Становништво од 18 до 24 године похађа школу                                                     | 2512     |
| 93  | Мушко становништво од 18 до 24 године похађа школу                                               | 1253     |
| 94  | Женско становништво од 18 до 24 године похађа школу                                              | 1259     |
| 95  | Становништво од 8 до 14 година које не може да чита и пише                                       | 546      |
| 96  | Мушко становништво старосног доба од 8 до 14 година које не може да чита и пише                  | 331      |
| 97  | Женско становништво старосног доби од 8 до 14 година које не може да чита и пише                 | 215      |
| 98  | Становништво од 15 година и више које је неписмено                                               | 5115     |
| 99  | Мушко становништво од 15 година и више које је неписмено                                         | 2528     |
| 100 | Женско становништво од 15 година и више које је неписмено                                        | 2587     |
| 101 | Становништво старо 15 и више година без школовања                                                | 6627     |
| 102 | Мушко становништво старо 15 и више година без школовања                                          | 3433     |
| 103 | Женско становништво старо 15 и више година без школовања                                         | 3194     |
| 104 | Становништво старосног доба 15 и више година са непотпуним основним образовањем                  | 10445    |
| 105 | Мушко становништво старосног доба од 15 година и више са непотпуном основним образовањем         | 5224     |
| 106 | Женско становништво старосног доба 15 и више година са непотпуном основним образовањем           | 5221     |
| 107 | Становништво старо 15 и више година са комплетним основним образовањем                           | 9670     |
| 108 | Мушко становништво старо 15 година и више са комплетним основним образовањем                     | 4517     |
| 109 | Женско становништво старо 15 и више година са комплетним основним образовањем                    | 5153     |
| 110 | Становништво старосног доба 15 и више година са непотпуним средњим образовањем                   | 3900     |
| 111 | Мушко становништво старосног доба од 15 година и више са непотпуним средњим образовањем          | 2133     |
| 112 | Женско становништво старосног доба од 15 година и више са непотпуним средњим образовањем         | 1767     |
| 113 | Становништво старо 15 и више година са пуним секундарном образовањем                             | 12837    |
| 114 | Мушко становништво старосног доба од 15 година и више са пуним секундарном образовањем           | 6354     |
| 115 | Женско становништво старосног доба од 15 година и више са пуним секундарном образовањем          | 6483     |
| 116 | Становништво старије од 18 година са постосновним образовањем                                    | 14867    |
| 117 | Мушко становништво старије од 18 година са постосновним образовањем                              | 7371     |
| 118 | Женско становништво старије од 18 година са постосновним образовањем                             | 7496     |
| 119 | Просечна оцена школовања                                                                         | 7.52     |
| 120 | Просечан ниво образовања мушке популације                                                        | 7.51     |
| 121 | Просечан ниво образовања женског становништва                                                    | 7.53     |
| 122 | Економски активно становништво                                                                   | 38091    |
| 123 | Економски активна мушка популација                                                               | 25099    |
| 124 | Економски активна женска популација                                                              | 12992    |
| 125 | Становништво које није економски активно                                                         | 26553    |
| 126 | Мушко становништво које није економски активно                                                   | 6967     |
| 127 | Женско становништво које није економски активно                                                  | 19586    |
| 128 | Запослено становништво                                                                           | 37186    |
| 129 | Запослено мушко становништво                                                                     | 24397    |
| 130 | Запослено женско становништво                                                                    | 12789    |
| 131 | Незапослена популација                                                                           | 905      |
| 132 | Незапослена мушка популација                                                                     | 702      |
| 133 | Незапослена женска популација                                                                    | 203      |
| 134 | Становништво без права на здравствене услуге                                                     | 17735    |
| 135 | Становништво које има право на здравствене услуге                                                | 67648    |
| 136 | Становништво које има право на ИМСС                                                              | 26738    |
| 137 | Становништво које има право на социјално осигурање                                               | 3058     |
| 138 | Становништво које има право на државно социјално осигурање                                       | 142      |
| 139 | Становништво које има право на опште осигурање или здравствено осигурање за нову генерацију      | 37201    |
| 140 | Становништво које је било једном или није било у браку током 12 година и више                    | 22148    |
| 141 | Венчано или уједињено становништво од 12 година и више                                           | 36189    |
| 142 | Становништво које је било у браку или уједињено 12 година и више                                 | 6561     |
| 143 | Становништво са католичком религијом                                                             | 74037    |
| 144 | Протестанти, еванђелисти и библијски следбеници различити од еванђелиста                         | 7166     |
| 145 | Становништво са другим религијама различитим од претходних                                       | 20       |
| 146 | Становништво без религије                                                                        | 3743     |
| 147 | Укупно пописаних домаћинства                                                                     | 21875    |
| 148 | Пописна домаћинства на челу са мушкарцима                                                        | 16347    |
| 149 | Пописна домаћинства на челу са женама                                                            | 5528     |
| 150 | Становништво у пописним домаћинствима                                                            | 85213    |
| 151 | Становништво у пописним домаћинствима на челу са мушкарцима                                      | 64798    |
| 152 | Становништво у пописним домаћинствима на челу са женама                                          | 20415    |
| 153 | Укупно домаћинстава                                                                              | 25743    |
| 154 | Укупно насељених домаћинстава                                                                    | 21937    |
| 155 | Укупно приватних кућа                                                                            | 25681    |
| 156 | Насељени приватни домови                                                                         | 21875    |
| 157 | Укупно насељених приватних кућа                                                                  | 21924    |
| 158 | Ненасељене приватне куће                                                                         | 2862     |
| 159 | Појединачна домаћинства за привремену употребу                                                   | 944      |
| 160 | Становници у насељеним приватним кућама                                                          | 85213    |
| 161 | Насељеност станара у приватним становима                                                         | 3.9      |
| 162 | Просечно становника по соби у приватним насељеним домаћинствима                                  | 1.27     |
| 163 | Појединачна домаћинства са подовима од различитих материјала од земље                            | 19990    |
| 164 | Појединачна домаћинства у приземљу                                                               | 1774     |
| 165 | Појединачна домаћинства са једном спаваћом собом                                                 | 8746     |
| 166 | Појединачна домаћинства са две спаваће собе и више                                               | 13053    |
| 167 | Појединачна домаћинства са једним собом                                                          | 2197     |
| 168 | Појединачна домаћинства са две собе                                                              | 5503     |
| 169 | Појединачна домаћинства са 3 собе и више                                                         | 14075    |
| 170 | Појединачна домаћинства која имају електрично светло                                             | 21734    |
| 171 | Појединачна домаћинства која немају електрично светло                                            | 73       |
| 172 | Појединачна домаћинства која имају водоводну воду у стамбеном простору                           | 21690    |
| 173 | Појединачна домаћинства која немају водоводну воду у стамбеном простору                          | 89       |
| 174 | Појединачна домаћинства која имају тоалет                                                        | 21744    |
| 175 | Појединачна домаћинства која имају канализацију                                                  | 21745    |
| 176 | Појединачна домаћинства која немају канализацију                                                 | 40       |
| 177 | Појединачна домаћинства која имају електрично светло, довод воде из јавне мреже и канализацију   | 21541    |
| 178 | Појединачна домаћинства без икаквих услова                                                       | 307      |
| 179 | Појединачна домаћинства која имају радио                                                         | 15869    |
| 180 | Појединачна домаћинства која имају телевизор                                                     | 20555    |
| 181 | Појединачна домаћинства која имају фрижидер                                                      | 18662    |
| 182 | Појединачна домаћинства која имају машину за веш                                                 | 13480    |
| 183 | Појединачна домаћинства која имају аутомобил или комби                                           | 9107     |
| 184 | Појединачна домаћинства која имају рачунар                                                       | 4615     |
| 185 | Појединачна домаћинства која имају фиксну телефонску линију                                      | 7916     |
| 186 | Појединачна домаћинства која имају мобилни телефон                                               | 14638    |
| 187 | Појединачна домаћинства која имају приступ интернету                                             | 3182     |
| 188 | Величина локације                                                                                | 10       |